# Jon Michael Hill
Jon Michael Hill est un acteur américain, né le 28 juillet 1985 à Waukegan dans l'État de l'Illinois. Il est surtout connu pour avoir incarné le détective Damon Washington dans la série télévisée policière de ABC Detroit 1-8-7 et le détective Marcus Bell dans la série télévisée policière de CBS Elementary.

## Biographie
Pendant ses années d'études au High School, il joue au football américain et apprend à jouer du saxophone, avant de s'intéresser au théâtre. Durant l'été, il suit les cours d'art dramatique de l'université Northwestern. Il obtient un Bachelor of Fine Arts (licence), spécialisé en art dramatique, de l'université de l'Illinois et, pendant son cursus universitaire, apparaît déjà dans des productions professionnelles, notamment dans Le Roi Lear de William Shakespeare et Six degrés de séparation de John Guare.
En 2009, il est nommé pour le Joseph Jefferson Award du meilleur second rôle dans une production de La Tempête de Shakespeare par le Steppenwolf Theatre Company (en), une compagnie théâtrale de Chicago. À cette époque, Hill est le plus jeune membre de cette troupe.
En 2009, il fait des débuts remarqués sur Broadway et est nommé en 2010 pour le Tony Award du meilleur acteur dans un second rôle dans la pièce Superior Donuts de Tracy Letts, une production montée par le Steppenwolf Theatre Company dès 2008.
Il incarne ensuite le personnage de Puck dans une production du Songe d'une nuit d'été.
En 2010, il apparaît à la télévision américaine, d'abord dans les 18 épisodes de la série policière Detroit 1-8-7 sous les traits du détective Damon Washington, puis comme acteur invité ou récurrent dans diverses séries, dont Kenny Powers (Eastbound and Down), avant de connaître la notoriété pour son interprétation du détective Marcus Bell de la NYPD dans la série policière Elementary aux côtés de Jonny Lee Miller, Lucy Liu et Aidan Quinn.
En 2018, il tient l'un des rôles principaux dans le film Pass Over réalisé par Spike Lee et Danya Taymor.